# Ikonostase

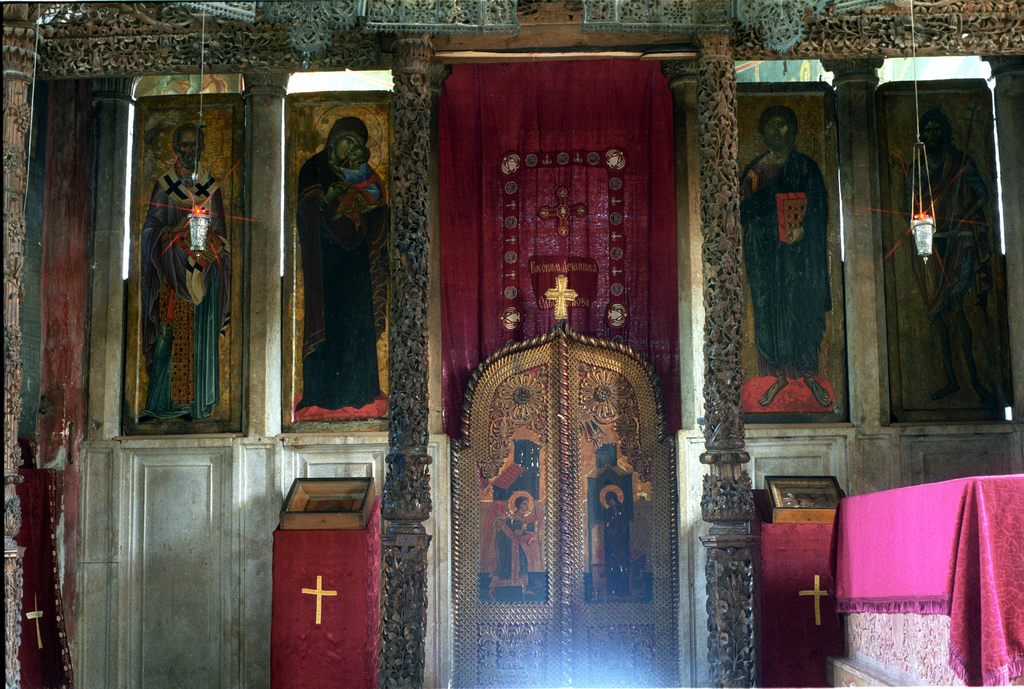
Die Ikonen des zur Ikonostase umgenutzten Templons im Kloster Visoki Dečani stammen aus der Zeit von Zar Dušan aus der Mitte des 14. Jahrhunderts.

Die Ikonostase (auch Ikonostasis oder (der) Ikonostas; griechisch εἰκονοστάσιον, von εἰκών, ἡ, ikón, „das Bild, welches einem Gegenstande gleicht, Ebenbild“ und στάσις, daraus στάση „Stand“ oder „Ständer“) ist eine mit Ikonen geschmückte Wand mit drei Türen, die in orthodoxen Kirchenbauten zwischen dem inneren Kirchenschiff und dem Altarraum (Bema) steht. Ikonostasen haben sich aus den frühchristlichen Templonanlagen entwickelt. Sie gehören zur Tradition der Ostkirchen.

## Position
Das Kirchenschiff (griechisch Naos) ist der Hauptteil der Kirche; dort sitzen oder stehen die Gläubigen. Der Altarraum ist der Ort östlich des Kirchenschiffes. Der Altarraum ist gewöhnlicherweise ein bis drei Stufen höher als der Naos. Der Altar ist normalerweise ein runder Tisch für die Liturgie. Die Ikonostase ist die Wand, die zwischen dem Altar und dem Naos steht. Obwohl die Ikonostase meist fast raumhoch ist, berührt sie die Decke nur selten. Das ermöglicht es den Gläubigen, die Worte oder den Gesang des Priesters gut zu hören.
In großen Kirchen ist die Ikonostase Bestandteil der architektonischen Gesamtkomposition, sie gehört aber nicht zwingend zur Grundausstattung. So gibt es viele Beispiele, dass ein Stifter später eine Ikonostase spendete. Mitunter wird diese auch Reihe für Reihe über Jahrzehnte aufgebaut. In kleineren Kirchen, vor allem in Kapellen ohne regelmäßige Liturgiefeiern, kann aus Platzgründen die Ikonostase entfallen, ebenso in nichtorthodoxen Kirchengebäuden, die temporär genutzt werden; teilweise werden dort auch tragbare und zusammenklappbare Ikonostasen genutzt, die nur während des Gottesdienstes aufgestellt werden. In der westlichen Diaspora wird teilweise die Ikonostase stilisiert und reduziert, mit dem Zweck, den Gläubigen einen größeren Einblick in den Altarbereich zu bieten.

## Konstruktion der Ikonostase

### Allgemeine Grundsätze

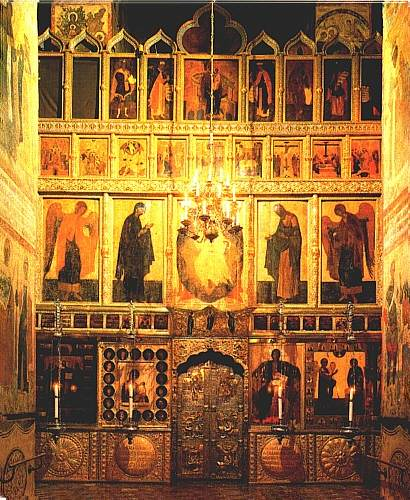
Ikonostase in der Mariä-Verkündigungs-Kathedrale im Moskauer Kreml, Russland

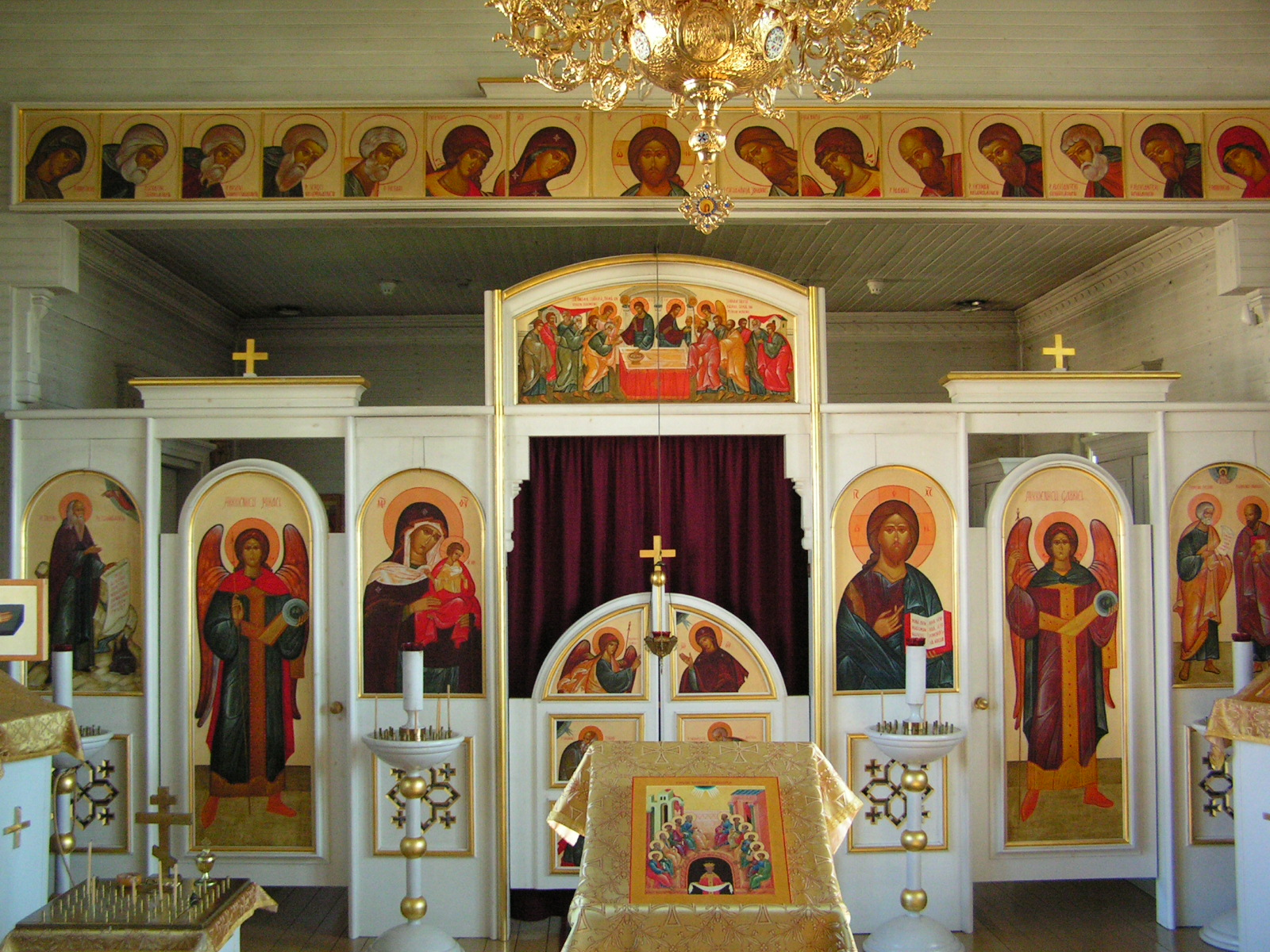
Klassizistische Ikonostase aus dem 18. Jahrhundert in Finnland

Die Ikonostase besteht zumindest aus
- der königlichen Tür und den Ikonen darüber
- dem Paar Ikonen neben der königlichen Tür
- der südlichen Tür
- der nördlichen Tür.

In größeren Kirchen können sich nach oben und nach außen weitere Ikonen anschließen.
Statt mit Türen können die drei Durchgänge auch mit kostbaren Vorhängen verhängt sein.

### Bildauswahl
Das Bildprogramm ist strikt vorgegeben: In der Mitte hängt (vom Betrachter aus) rechts eine Ikone Jesu Christi in Gestalt nach seiner Auferstehung, links eine Ikone der Gottesgebärerin, darunter bzw. dazwischen befindet sich die königliche Tür beziehungsweise das heilige Tor, durch die der Priester im Evangelienbuch und in der Eucharistie Christus zur Gemeinde bringt. Die beiden nächstäußeren Ikonen zeigen links den Schutzpatron der Kirche, rechts in den nordslawischen Kirchen den hl. Nikolaus von Myra, in den anderen Kirchen Johannes den Täufer. Kleine Christus- und Marienikonen hängen auch an der Säule der königlichen Tür, die der Priester in der Liturgie küsst.

### Königliche Tür
Die königliche Tür in der Mitte der Ikonostase besteht aus zwei Türflügeln mit Darstellungen der vier Evangelisten und der Verkündigungsszene mit dem Erzengel Gabriel und der Gottesmutter. Ober- und unterhalb der hll. Gabriel und Maria sind die Ikonen zweier Evangelisten, gewöhnlich mit ihrem ikonographischen Attribut (Matthäus: geflügelte Gestalt, Markus: Löwe, Lukas: Stier, Johannes: Adler). Über der königlichen Tür hängt eine Ikone des letzten Abendmahls. Darüber befindet sich die große Ikone, normalerweise die Ikone des oder der Heiligen oder des Festes, dem die Kirche geweiht ist.

### Nördliche und südliche Tür
An jeder Tür befindet sich das Bildnis eines Engels, entweder der Erzengel Michael und Gabriel oder zweier Seraphim mit sechs Flügeln. Nördlich wird Michael, südlich Gabriel dargestellt.

## Ikonostase in der Liturgie

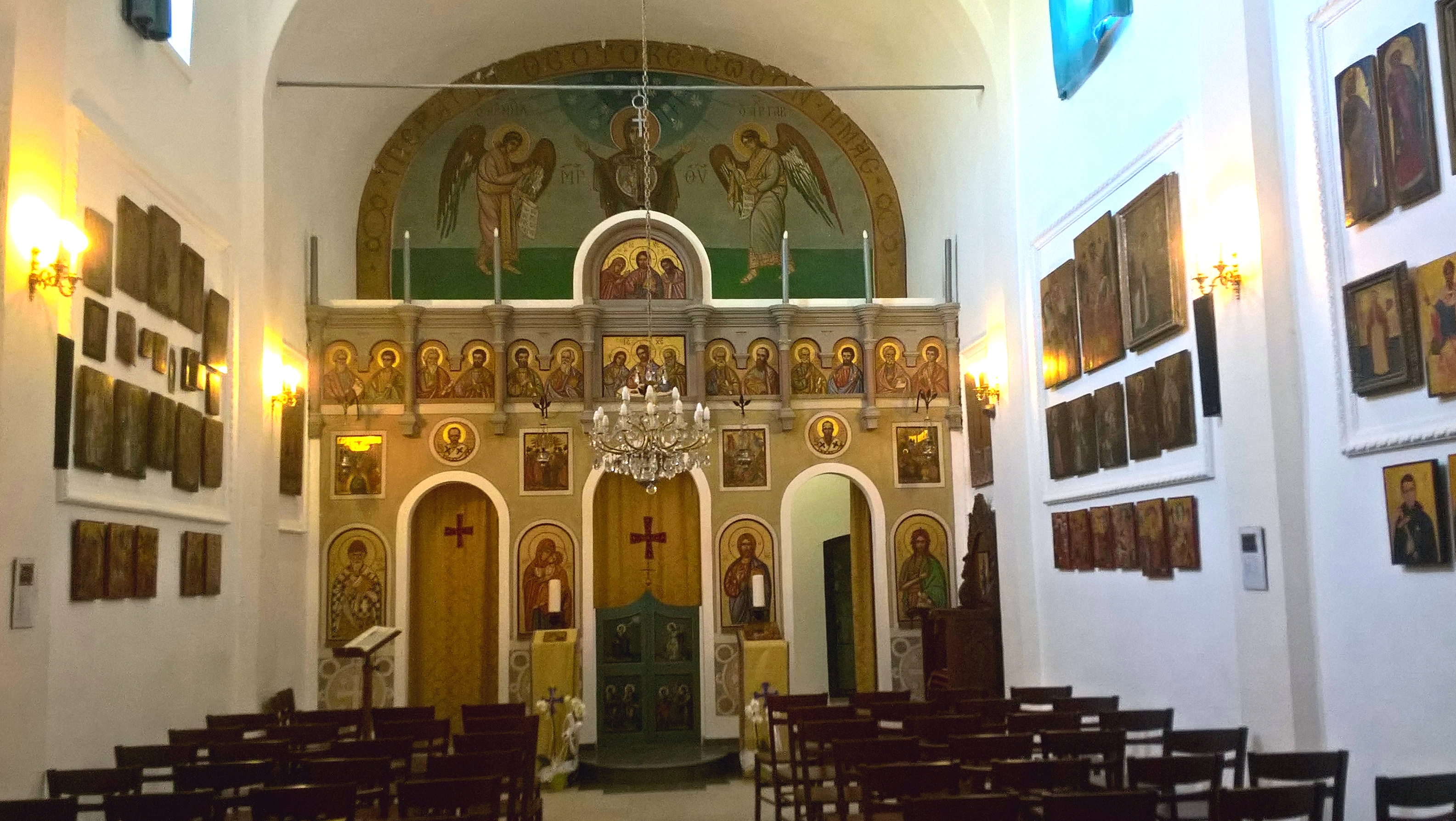
Kirchenschiff mit Ikonostase in der italo-albanischen Chiesa Santa Maria Assunta in Villa Badessa, Italien

Die nach dem byzantinischen Ritus gefeierte Göttliche Liturgie besteht aus drei Teilen: der Gabenbereitung hinter der geschlossenen Ikonostase, dem Katechumenen-Gottesdienst und der Eucharistie.
Während der Katechumenliturgie betritt der Diakon das Kirchenschiff durch die linke Tür und verlässt es durch die rechte. Solche liturgischen Gänge und Prozessionen werden stets entgegen dem Uhrzeigersinn vollzogen. Die königliche Tür wird nur während der Liturgie von Priester und Diakon durchschritten, und zwar zweimal während des Gottesdienstes: das erste Mal beim sogenannten kleinen Einzug mit dem Evangeliar vor der Verlesung des Evangeliums vor der Gemeinde. Nach der Entlassung der Katechumenen bleibt die Tür während der Eucharistie geöffnet. Somit ist der Altar während der Darbringung der Gaben sichtbar. Der zweite oder große Einzug findet bei der Überbringung der heiligen Gaben Brot und Wein vom Vorbereitungstisch auf den Altar zur Konsekration statt.
Nur an Ostern und in der Woche, die sich anschließt, der Lichten Woche der Erneuerung, sind die Türen der Ikonostase immer geöffnet und gewähren den Einblick auf den Altar. Dies wird aufgefasst als Blick in das nach der Auferstehung Christi leere Grab.

## Ikonostasen in Deutschland

### Griechisch-orthodoxe Kirchen (Beispiel)
Die Ikonostase der Salvatorkirche in München wurde 1829 nach der Umwidmung der Kirche in eine griechisch-orthodoxe Kirche von Leo von Klenze geschaffen.

### Russisch-orthodoxe Kirchen
Als im späten 19. Jahrhundert immer mehr Kurgäste aus dem russischen Hochadel mit Verbindung zur Zarenfamilie nach Bad Ems, Baden-Baden oder Wiesbaden kamen, wurden auch dort  russisch-orthodoxe Kirchen mit herausragenden Ikonostasen gebaut bzw. wie die Reinhardskirche in Bad Nauheim den Orthodoxen zur Nutzung überlassen. Die Nauheimer Ikonostase aus dem 18. Jahrhundert kam 1908 als Geschenk des Klosters Sarow an ihren derzeitigen Ort. Die Ikonostase der 1855 fertiggestellten russisch-orthodoxen Kirche in Wiesbaden ist in Carrara-Marmor in italienischen Renaissanceformen ausgeführt; die Malerei zeigt Einflüsse der Nazarener.
Die wertvollen archaisierenden Ikonen der Ikonostase der Russisch-Orthodoxen Kirche in Dresden schuf der holländische Maler James Marshall 1873/1874; der Künstler wurde später öffentlich durch seine Deckengemälde in der Semperoper bekannt.
In der St. Alexi-Gedächtniskirche in Leipzig befindet sich eine 18 Meter hohe Ikonostase vom Anfang des 20. Jahrhunderts.

### Römisch-katholische Kirchen (Beispiel)
Die Kirche St. Elisabeth in Essen-Frohnhausen besitzt seit 1964 als einzige römisch-katholische Kirche in Deutschland eine Ikonostase, die jedoch nur seitlich des Altarraumes angebracht ist und diesen nicht verschließt.